# Eliane Braz
Francisca Eliane Braz de Carvalho, mais conhecida como Eliane Braz (Iguatu, 24 de fevereiro de 1997) é uma política brasileira filiada ao Partido Social Democrático (PSD).

## Biografia
Foi eleita Vereadora de Iguatu (município do estado de Ceará) em 2012, 2016 e 2020.
Nas eleições de 2022 foi eleita, pelo Partido Social Democrático (PSD), 1ª Suplente de Deputada Federal na Câmara dos Deputados para a 57.ª legislatura (2023–2027), com 65.958 votos.
Assumiu como Deputada Federal em 2023, após a licença de Célio Studart (PSD/CE) para assumir a Secretária Estadual do Ceará. Naquele ano, exerceu o mandato por apenas 30 dias, apresentando 9 propostas legislativas e dois discursos em Plenário.